# Дженнари, Лина
Лина Дженнари (итал. Lina Gennari; 22 марта 1911 — 11 октября 1997, Рим) — итальянская актриса.

## Биография
Настоящее имя — Каролина. Обладала яркой внешностью, красивым по тембру голосом, прекрасно танцевала. Вошла в историю Италии как одна из самых известных танцовщиц и исполнительниц музыкальных номеров 30-х — 40-х годов. Выступала в артистической компании «Schwarz», где была примадонной оперетты. В середине 30-х годов — в театральной компании «Vanni-Romigioli». В 40-е годы работала под руководством режиссёра Вирджиллио Риенто. Дебютировала в фильме Рафаэлло Матараццо «Treno popolare» (1933). Настоящий успех к актрисе пришел после исполнения роли Антонии в драме Витторио Де Сика «Умберто Д.» (1952). В 1955 году исполнила роль синьоры Пини в комедии режиссёра Дино Ризи «Знак Венеры» (1955), после этого фильма в кино не снималась. Только в 1973 году Лина Дженнари появилась в небольшой роли в фильме Альберто Латтуада «Это был я».

## Фильмография
- Treno popolare (1933)
- Napoli verde-blu (1936)
- Sono stato io! (1937)
- In cerca di felicità (1944)
- Евгения Гранде (1946)
- Умберто Д. (1952)
- Il padrone sono me (1955)
- Знак Венеры (1955)